# Юї Хатано
Юї Хатано (яп. 波多野 結衣/はたの ゆい, англ. Yui Hatano; нар. 24 травня 1988, Кіото) — японська еротична модель та порноакторка.

## Біографія
Хатано дебютувала в порноіндустрії у 2008 році.
Отримала нагороду DMM Adult Awards 2014 року в категорії «Найкраща акторка».
Станом на 2019 рік представлена AV-агентством T-Powers.
Вона є членкинею групи ідолів T♡Project.

## Фільмографія
- Super Hardcore Naked Lesbian Battle Revenge Wars 2018
- Beautiful Lesbians (II)
- Hard Lesbian Esthetic Salon
- Real Lesbian Fight 2
- Share House for Lesbian
- Real Naked Lesbian Battle 8
- Dream Woman 98: Yui Hatano
- Encore 16: Yui Hatano
- Panty-Less Female Teacher: Yui Hatano
- Obscene Wife Advent 30
- Bukkake and Creampie
- Coming Home from Work
- Sky Angel 93: Yui Hatano
- All Day Creampie Sex 6
- Creampie into Race Queen
- My Girlfriend's Big Sister Tempts Me With Her Big Tits And Creampies Yui Hatano
- Nudist Big-Titted Maid Yui Hatano